# Psychotria gillespieana
Psychotria gillespieana är en måreväxtart som beskrevs av Albert Charles Smith. Psychotria gillespieana ingår i släktet Psychotria och familjen måreväxter. Inga underarter finns listade i Catalogue of Life.